# Sovrani dei regni di Sicilia e di Napoli
Il seguente è un elenco cronologico dei sovrani dei regni di Sicilia e di Napoli, nonché del Regno delle Due Sicilie dalla conquista normanna all'unità d'Italia, organizzati secondo un uso consolidato in storiografia.

## Le Contee normanne (1043-1130)
Il primo insediamento normanno nel Mezzogiorno d'Italia, nel 1027, si deve a Rainulfo Drengot, investito dal Duca di Napoli Sergio IV del titolo di conte di Aversa in compenso dell'aiuto ricevuto nel conflitto con i Longobardi del Principato di Capua. Nel giro di pochi anni si ebbe il rapido fiorire di signorie normanne:

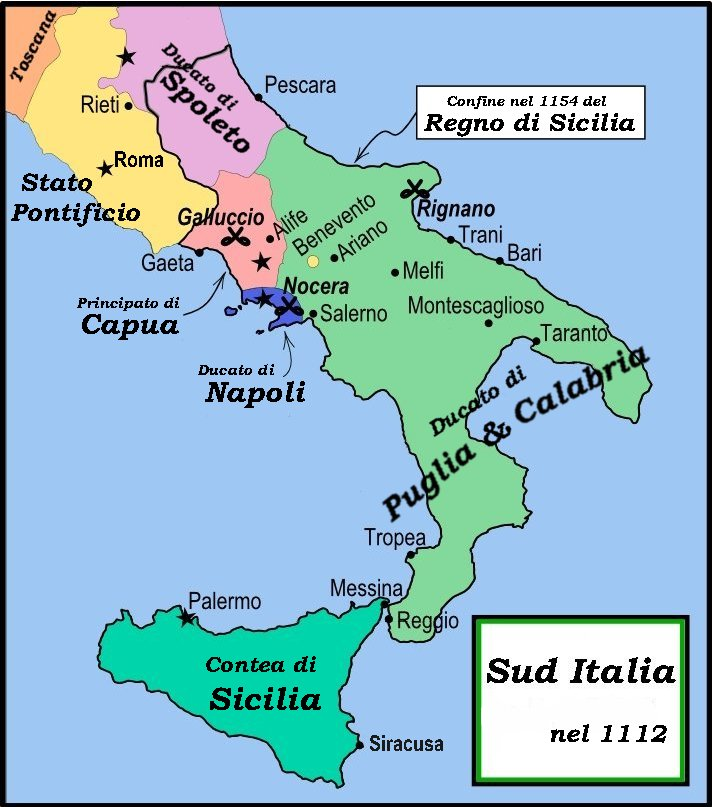
Italia meridionale nel 1112.

### Conti di Puglia, Altavilla (1043-1046)
| Nome                       | Immagine | Nascita        | Morte | Regno  | Regno | Matrimoni                       | Note                                                                                        |
| Nome                       | Immagine | Nascita        | Morte | Inizio | Fine  | Matrimoni                       | Note                                                                                        |
| -------------------------- | -------- | -------------- | ----- | ------ | ----- | ------------------------------- | ------------------------------------------------------------------------------------------- |
| Guglielmo Braccio di Ferro |          | prima del 1010 | 1046  | 1043   | 1046  | Guida di Sorrento nessun figlio | Vassallo di Guaimario IV di Salerno, figlio di Tancredi d'Altavilla, capostipite del casato |

### Conti di Puglia e Calabria, Altavilla (1046-1059)
| Nome                 | Immagine | Nascita    | Morte          | Regno          | Regno          | Matrimoni                                                                                               | Note                                                                |
| Nome                 | Immagine | Nascita    | Morte          | Inizio         | Fine           | Matrimoni                                                                                               | Note                                                                |
| -------------------- | -------- | ---------- | -------------- | -------------- | -------------- | --- | ------------------------------------------------------------------- |
| Drogone              |          | 1010       | 10 agosto 1051 | 1046           | 10 agosto 1051 | Gaitelgrima di Salerno un figlio e due figlie                                                           | Fratello di Guglielmo e Umfredo e fratellastro di Roberto e Ruggero |
| Umfredo              |          | circa 1010 | agosto 1057    | 10 agosto 1051 | agosto 1057    | (1) Matilda Drengot due figli (2) Gaitelgrima di Salerno una figlia                                     | Fratello di Guglielmo e Drogone e fratellastro di Roberto e Ruggero |
| Roberto il Guiscardo |          | 1015       | 17 luglio 1085 | agosto 1057    | 23 agosto 1059 | (1) Alberada di Buonalbergo un figlio e una figlia (2) Sichelgaita di Salerno tre figli e cinque figlie | Fratello di Ruggero e fratellastro di Guglielmo, Drogone e Umfredo  |

### Duchi di Puglia e Calabria, Altavilla (1059-1130)
Nel 1059 Roberto il Guiscardo fu investito da papa Niccolò II del titolo di Duca di Puglia, Calabria e Sicilia, quest'ultima ancora sotto il dominio arabo.
| Nome                 | Immagine | Nascita | Morte            | Regno            | Regno            | Matrimoni                                                                                               | Note                                                                                  |
| Nome                 | Immagine | Nascita | Morte            | Inizio           | Fine             | Matrimoni                                                                                               | Note                                                                                  |
| -------------------- | -------- | ------- | ---------------- | ---------------- | ---------------- | --- | ------------------------------------------------------------------------------------- |
| Roberto il Guiscardo |          | 1025    | 17 luglio 1085   | 1059             | 17 luglio 1085   | (1) Alberada di Buonalbergo un figlio e una figlia (2) Sichelgaita di Salerno tre figli e cinque figlie |                                                                                       |
| Ruggero Borsa        |          | 1060    | 22 febbraio 1111 | 17 luglio 1085   | 22 febbraio 1111 | Adelaide di Fiandra tre figli                                                                           | Figlio di Roberto                                                                     |
| Guglielmo II         |          | 1095    | 28 luglio 1127   | 22 febbraio 1111 | 28 luglio 1127   | Gaitelgrima di Puglia nessun figlio                                                                     | Figlio di Ruggero. Alla sua morte il titolo passò al Gran conte di Sicilia Ruggero II |

### Gran Conti di Sicilia, Altavilla (1071-1130)
Nel 1070 si completa anche la conquista normanna della Sicilia e a Ruggero, fratello del Guiscardo, viene riconosciuto il titolo di Conte di Sicilia.
| Nome       | Ritratto | Nascita          | Morte             | Regno             | Regno                          | Matrimoni | Note                                                                   |
| Nome       | Ritratto | Nascita          | Morte             | Inizio            | Fine                           | Matrimoni | Note                                                                   |
| ---------- | -------- | ---------------- | ----------------- | ----------------- | ------------------------------ | --- | ---------------------------------------------------------------------- |
| Ruggero I  |          | 1031 circa       | 22 giugno 1101    | 1071              | 22 giugno 1101                 | (1) Giuditta d'Evreux quattro figlie (2) Eremburga di Mortain un figlio e quattro figlie (3) Adelaide del Vasto due figli e due figlie | Figlio di Tancredi d'Altavilla e fratello di Roberto il Guiscardo      |
| Simone     |          | 1093             | 28 settembre 1105 | 22 giugno 1101    | 28 settembre 1105              | - | Figlio di Ruggero I e di Adelaide (che tenne la reggenza)              |
| Ruggero II |          | 22 dicembre 1095 | 26 febbraio 1154  | 28 settembre 1105 | 27 settembre 1130 (diventa Re) | (1) Elvira di Castiglia cinque figli e due figlie (2) Sibilla di Borgogna nessun figlio (3) Beatrice di Rethel una figlia postuma      | Figlio di Ruggero I e di Adelaide (che tenne la reggenza fino al 1112) |

## Re di Sicilia (1130-1282)
Nel 1127, morto Guglielmo senza lasciare figli, il ducato viene annesso alla Contea di Sicilia, retta da Ruggero II. Il 27 settembre 1130 Ruggero II fu nominato Re di Sicilia dall'Antipapa Anacleto II, tale nomina fu poi confermata da Papa Innocenzo II nel 1139. Ruggero riuscirà poi a completare la conquista di tutto il meridione d'Italia entro il 1134, con la conquista del Ducato di Napoli, segnando la nascita di uno stato centralizzato. La capitale del nuovo stato era Palermo.

Regno di Sicilia nel 1154.

### Normanni, Altavilla (1130-1198)
| Nome                  | Ritratto | Nascita          | Morte            | Regno                     | Regno                          | Matrimoni | Note                                                                                               |
| Nome                  | Ritratto | Nascita          | Morte            | Inizio                    | Fine                           | Matrimoni | Note                                                                                               |
| --------------------- | -------- | ---------------- | ---------------- | ------------------------- | ------------------------------ | --- | -------------------------------------------------------------------------------------------------- |
| Ruggero II            |          | 22 dicembre 1095 | 26 febbraio 1154 | 27 settembre 1130         | 26 febbraio 1154               | (1) Elvira di Castiglia cinque figli e due figlie (2) Sibilla di Borgogna nessun figlio (3) Beatrice di Rethel una figlia postuma | |
| Guglielmo I il Malo   |          | 1131             | 7 maggio 1166    | 26 febbraio 1154          | 7 maggio 1166                  | Margherita di Navarra quattro figli                                                                                               | Figlio di Ruggero II ed Elvira di Castiglia                                                        |
| Guglielmo II il Buono |          | dicembre 1153    | 18 novembre 1189 | 7 maggio 1166             | 18 novembre 1189               | Giovanna d'Inghilterra forse un figlio                                                                                            | Figlio di Guglielmo il Malo                                                                        |
| Tancredi              |          | 1138             | 20 febbraio 1194 | 18 novembre 1189          | 20 febbraio 1194               | Sibilla di Medania due figli e quattro figlie                                                                                     | Cugino di Guglielmo il Buono Figlio naturale di Ruggero, a sua volta figlio maggiore di Ruggero II |
| Ruggero III           |          | 1175             | 24 dicembre 1193 | 1193 (associato al trono) | 24 dicembre 1193               | Irene Angela nessun figlio | Regnò insieme al padre Tancredi, ma morì prima di questi e prima di essere incoronato              |
| Guglielmo III         |          | 1185             | 1198             | 20 febbraio 1194          | 25 dicembre 1194 (deposizione) | - | Figlio di Tancredi e Sibilla (che tenne la reggenza)                                               |
| Costanza I            |          | 2 novembre 1154  | 27 novembre 1198 | 25 dicembre 1194          | 27 novembre 1198               | Enrico VI di Svevia un figlio | Prozia di Guglielmo III Figlia postuma di Ruggero II                                               |

### Svevi, Hohenstaufen (1194-1266)
Costanza, figlia postuma di Ruggero II Rex Siciliae et Italiae, sposò il figlio di Federico Barbarossa Enrico di Svevia, re dei Romani ed imperatore dei Romani, che carpì la successione al regno di Sicilia spodestando il legittimo re Guglielmo III, figlio di Tancredi; rimasta vedova, Costanza regnò in nome del figlio Federico II di Svevia, che fu anche re di Gerusalemme e imperatore dei Romani.
| Nome                            | Ritratto | Nascita            | Morte             | Regno                     | Regno                        | Matrimoni | Note |
| Nome                            | Ritratto | Nascita            | Morte             | Inizio                    | Fine                         | Matrimoni | Note |
| ------------------------------- | -------- | ------------------ | ----------------- | ------------------------- | ---------------------------- | --- | --- |
| Enrico I il Severo o il Crudele |          | novembre 1165      | 28 settembre 1197 | 25 dicembre 1194          | 28 settembre 1197            | Costanza d'Altavilla un figlio | Enrico VI come Imperatore |
| Federico II (I)                 |          | 26 dicembre 1194   | 13 dicembre 1250  | 27 novembre 1198          | 13 dicembre 1250             | (1) Costanza d'Aragona un figlio (2) Jolanda di Gerusalemme un figlio e una figlia (3) Isabella d'Inghilterra due figli e due figlie | Figlio di Enrico e Costanza; Imperatore                                                                                           |
| Enrico II                       |          | 1211 – 12 febbraio | 10 febbraio 1242  | 1212 (associato al trono) | 1217 (deposizione)           | - | Figlio di Federico; Morì durante un trasferimento da prigione a prigione, cadendo da un dirupo a seguito di un probabile suicidio |
| Corrado I                       |          | 25 aprile 1228     | 21 maggio 1254    | 13 dicembre 1250          | 21 maggio 1254               | Elisabetta di Baviera un figlio | Figlio di Federico II e di Jolanda; Corrado IV come Re dei Romani                                                                 |
| Corrado II Corradino            |          | 25 marzo 1252      | 29 ottobre 1268   | 21 maggio 1254            | 11 agosto 1258 (deposizione) | - | Figlio di Corrado I. Fu decapitato per ordine di Carlo d'Angiò                                                                    |
| Manfredi                        |          | 1232               | 26 febbraio 1266  | 11 agosto 1258            | 26 febbraio 1266             | (1) Beatrice di Savoia una figlia (2) Elena Ducas tre figli e due figlie                                                             | Figlio naturale di Federico e di Bianca Lancia; usurpò il trono di suo nipote Corrado II. Morì in battaglia.                      |

### Inglesi, Plantageneti (1254-1263)
Edmondo Plantageneto, figlio del re Enrico III d'Inghilterra, ottenne il titolo re di Sicilia tra il 1254 e il 1263 da papa Innocenzo IV, purché conquistasse il regno con uomini e mezzi propri. Il re, non riuscendo ad affrontare le spese della spedizione, nel 1258 fu minacciato di scomunica da papa Alessandro IV, successore di Innocenzo. Fu allora che i baroni inglesi, capeggiati da Simone di Montfort, offrirono il loro appoggio al re a condizione che egli firmasse le Disposizioni o statuti di Oxford. Ma le pretese sull'isola restarono velleitarie.

### Francesi, Angioini (1266-1282)
I Sovrani svevi, Federico II e Manfredi in particolare, batterono strade di espansione e affrancamento dalla tutela pontificia che li portarono a collidere con il Papato, le cui armi, investitura dei Sovrani e scomuniche, risultano fatali per la Dinastia sveva che si estinse con la decapitazione di Corradino nella piazza Mercato di Napoli nel 1268.
Nel 1265 papa Clemente IV nominò re Carlo d'Angiò, fratello del re di Francia Luigi IX, che scese in Italia e conquistò l'intero regno di Sicilia con la battaglia di Benevento, inaugurando così la dinastia angioina. Sotto gli angioini la capitale viene trasferita da Palermo a Napoli.
| Nome    | Ritratto | Nascita       | Morte          | Regno          | Regno             | Matrimoni                                                                                 | Note |
| Nome    | Ritratto | Nascita       | Morte          | Inizio         | Fine              | Matrimoni                                                                                 | Note |
| ------- | -------- | ------------- | -------------- | -------------- | ----------------- | ----------------------------------------------------------------------------------------- | ---- |
| Carlo I |          | 21 marzo 1226 | 7 gennaio 1285 | 6 gennaio 1266 | 26 settembre 1282 | (1) Beatrice di Provenza quattro figli e tre figlie (2) Margherita di Borgogna una figlia | 4    |

## Separazione dei regni (1282-1516)
Carlo I d'Angiò perse la Sicilia nel 1282, a causa della rivolta dei Vespri siciliani, in seguito alla quale la corona dell'isola viene offerta a Pietro d'Aragona.
Il Regno di Sicilia si ritrovò diviso in due parti: l'isola siciliana, in mano agli aragonesi, e la parte continentale, tenuta dagli angioini, entrambi rivendicanti il titolo di Regno di Sicilia. La situazione troverà una sua ufficializzazione solo con la pace di Caltabellotta del 1302.
Da questo momento, tuttavia, i re angioini di Napoli si diranno Re di Sicilia citra  (Re di Napoli) con capitale Napoli e, del pari Re di Sicilia ultra (Re di Trinacria) con capitale Palermo, si diranno i sovrani aragonesi. Di fatto, nacque un nuovo regno, il Regno di Napoli, esteso su tutta la parte continentale del meridione d'Italia.
| Nome                | Immagine | Nascita       | Morte           | Regno             | Regno           | Matrimoni | Note                                                                      |
| Nome                | Immagine | Nascita       | Morte           | Inizio            | Fine            | Matrimoni | Note                                                                      |
| ------------------- | -------- | ------------- | --------------- | ----------------- | --------------- | --- | ------------------------------------------------------------------------- |
| Carlo I             |          | 21 marzo 1226 | 7 gennaio 1285  | 26 settembre 1282 | 7 gennaio 1285  | (1) Beatrice di Provenza quattro figli e tre figlie (2) Margherita di Borgogna una figlia                                                  | Perde la Sicilia, ma mantiene la parte peninsulare del Regno              |
| Carlo II lo Zoppo   |          | 1254          | 8 maggio 1309   | 7 gennaio 1285    | 8 maggio 1309   | Maria Arpad d'Ungheria nove figli e cinque figlie                                                                                          | Figlio di Carlo I                                                         |
| Roberto I il Saggio |          | 1277          | 16 gennaio 1343 | 8 maggio 1309     | 16 gennaio 1343 | (1) Jolanda d'Aragona due figli (2) Sancha d'Aragona nessun figlio                                                                         | Figlio di Carlo II                                                        |
| Giovanna I          |          | 1327          | 12 maggio 1382  | 16 gennaio 1343   | 12 maggio 1382  | (1) Andrea d'Angiò un figlio (2) Luigi I due figlie (3) Giacomo di Maiorca nessun figlio (4) Ottone di Brunswick-Grubenhagen nessun figlio | Figlia di Carlo, primogenito di Roberto I                                 |
| Luigi I             |          | 1320          | 26 maggio 1362  | 25 maggio 1352    | 26 maggio 1362  | Giovanna I due figlie | Principe di Taranto; fu l'unico marito di Giovanna a essere incoronato Re |

| Nome                    | Immagine | Nascita                           | Morte            | Regno            | Regno            | Matrimoni | Note                                              |
| Nome                    | Immagine | Nascita                           | Morte            | Inizio           | Fine             | Matrimoni | Note                                              |
| ----------------------- | -------- | --------------------------------- | ---------------- | ---------------- | ---------------- | --- | ------------------------------------------------- |
| Carlo III il Breve      |          | 1345                              | 24 febbraio 1386 | 12 maggio 1382   | 24 febbraio 1386 | Margherita di Durazzo un figlio e due figlie                                                                  | Cugino di Giovanna I. Re d'Ungheria come Carlo II |
| Ladislao I il Magnanimo |          | 14 luglio 1376 o 11 febbraio 1377 | 6 agosto 1414    | 24 febbraio 1386 | 6 agosto 1414    | (1) Costanza Chiaramonte nessun figlio (2) Maria di Lusignano nessun figlio (3) Maria d'Enghien nessun figlio | Figlio di Carlo III                               |
| Giovanna II             |          | 25 giugno 1373                    | 2 febbraio 1435  | 6 agosto 1414    | 2 febbraio 1435  | (1) Guglielmo d'Asburgo nessun figlio (2) Giacomo di Borbone-La Marche due figlie                             | Sorella di Ladislao                               |

| Nome                  | Immagine | Nascita        | Morte             | Regno             | Regno             | Matrimoni                                | Note                 |
| Nome                  | Immagine | Nascita        | Morte             | Inizio            | Fine              | Matrimoni                                | Note                 |
| --------------------- | -------- | -------------- | ----------------- | ----------------- | ----------------- | ---------------------------------------- | -------------------- |
| Luigi I (II) il Buono |          | 23 luglio 1339 | 20 settembre 1384 | 12 maggio 1382    | 20 settembre 1384 | Maria di Blois due figli e una figlia    | Cugino di Giovanna I |
| Luigi II (III)        |          | 1377           | 29 aprile 1417    | 20 settembre 1384 | 29 aprile 1417    | Iolanda d'Aragona tre figli e tre figlie | Figlio di Luigi      |
| Luigi III (IV)        |          | 1403           | 12 novembre 1434  | 29 aprile 1417    | 1426              | Margherita di Savoia nessun figlio       | Figlio di Luigi      |

| Nome              | Immagine | Nascita         | Morte          | Regno  | Regno         | Matrimoni                                                                              | Note                                      |
| Nome              | Immagine | Nascita         | Morte          | Inizio | Fine          | Matrimoni                                                                              | Note                                      |
| ----------------- | -------- | --------------- | -------------- | ------ | ------------- | -------------------------------------------------------------------------------------- | ----------------------------------------- |
| Renato I il Buono |          | 16 gennaio 1409 | 10 luglio 1480 | 1435   | 2 giugno 1442 | (1) Isabella di Lorena quattro figli e cinque figlie (2) Jeanne de Laval nessun figlio | Cugino di Giovanna II e fratello di Luigi |

| Nome                          | Ritratto | Nascita           | Morte            | Regno             | Regno                          | Matrimoni | Note                                                                                            |
| Nome                          | Ritratto | Nascita           | Morte            | Inizio            | Fine                           | Matrimoni | Note                                                                                            |
| ----------------------------- | -------- | ----------------- | ---------------- | ----------------- | ------------------------------ | --- | ----------------------------------------------------------------------------------------------- |
| Pietro I                      |          | 1239              | 11 novembre 1285 | 26 settembre 1282 | 11 novembre 1285               | Costanza II di Sicilia quattro figli e due figlie | Genero di Manfredi; Pietro III come Re di Aragona; regnò congiuntamente alla moglie Costanza II |
| Costanza II                   |          | 1249              | 9 aprile 1302    | 26 settembre 1282 | 11 novembre 1285               | Pietro III d'Aragona quattro figli e due figlie | Figlia di Manfredi; regnò congiuntamente al marito Pietro I                                     |
| Giacomo I                     |          | 10 agosto 1267    | 2 novembre 1327  | 11 novembre 1285  | 11 dicembre 1295 (deposizione) | (1) Isabella di Castiglia nessun figlio (2) Bianca di Napoli cinque figli e cinque figlie (3) Maria di Cipro nessun figlio (4) Elisenda di Montcada nessun figlio | Figlio di Pietro e Costanza; Giacomo II come Re di Aragona                                      |
| Federico III (II)             |          | 13 dicembre 1272  | 25 giugno 1337   | 11 dicembre 1295  | 25 giugno 1337                 | Eleonora d'Angiò cinque figli e quattro figlie | Figlio di Pietro e Costanza                                                                     |
| Pietro II                     |          | luglio 1305       | 15 agosto 1342   | 25 giugno 1337    | 15 agosto 1342                 | Elisabetta di Carinzia tre figli e sei figlie | Figlio di Federico III                                                                          |
| Ludovico il Fanciullo         |          | 1337              | 16 ottobre 1355  | 15 agosto 1342    | 16 ottobre 1355                | - | Figlio di Pietro II                                                                             |
| Federico IV (III) il Semplice |          | 1º settembre 1341 | 27 luglio 1377   | 16 ottobre 1355   | 27 luglio 1377                 | (1) Costanza d'Aragona una figlia (2) Antonia del Balzo nessun figlio                                                                                             | Figlio di Pietro II                                                                             |
| Maria                         |          | 2 luglio 1363     | 25 maggio 1401   | 27 luglio 1377    | 25 maggio 1401                 | Martino d'Aragona un figlio | Figlia di Federico IV                                                                           |
| Martino I il Giovane          |          | 1374              | 25 luglio 1409   | 1391              | 25 luglio 1409                 | (1) Maria di Sicilia un figlio (2) Bianca di Navarra un figlio | Succedette alla moglie Maria                                                                    |
| Martino II il Vecchio         |          | 29 luglio 1356    | 31 maggio 1410   | 25 luglio 1409    | 31 maggio 1410                 | (1) Maria de Luna tre figli e una figlia (2) Margherita di Prades nessun figlio                                                                                   | Re di Aragona e padre di Martino il Giovane                                                     |

| Nome                                           | Immagine | Nascita          | Morte          | Regno          | Regno         | Matrimoni                                         | Note                                                |
| Nome                                           | Immagine | Nascita          | Morte          | Inizio         | Fine          | Matrimoni                                         | Note                                                |
| ---------------------------------------------- | -------- | ---------------- | -------------- | -------------- | ------------- | ------------------------------------------------- | --------------------------------------------------- |
| Ferdinando I il Giusto                         |          | 27 novembre 1380 | 2 aprile 1416  | 28 giugno 1412 | 2 aprile 1416 | Eleonora d'Alburquerque cinque figli e due figlie | Nipote di Martino II di Sicilia                     |
| Alfonso I il Magnanimo o il Saggio o il Giusto |          | 1396             | 27 giugno 1458 | 2 aprile 1416  | 2 giugno 1442 | Maria di Castiglia un figlio e due figlie         | Figlio di Ferdinando I. Re d'Aragona come Alfonso V |

| Nome                                           | Immagine | Nascita | Morte          | Regno         | Regno          | Matrimonio                                | Note |
| Nome                                           | Immagine | Nascita | Morte          | Inizio        | Fine           | Matrimonio                                | Note |
| ---------------------------------------------- | -------- | ------- | -------------- | ------------- | -------------- | ----------------------------------------- | --- |
| Alfonso I il Magnanimo o il Saggio o il Giusto |          | 1396    | 27 giugno 1458 | 2 giugno 1442 | 27 giugno 1458 | Maria di Castiglia un figlio e due figlie | Figlio di Ferdinando I ed erede di Giovanna II di Napoli dall'agosto 1420 al giugno 1423. Già Re di Sicilia dal 1416 |

| Nome                     | Immagine | Nascita         | Morte            | Regno           | Regno            | Matrimoni                                                                                        | Note                         |
| Nome                     | Immagine | Nascita         | Morte            | Inizio          | Fine             | Matrimoni                                                                                        | Note                         |
| ------------------------ | -------- | --------------- | ---------------- | --------------- | ---------------- | ------------------------------------------------------------------------------------------------ | ---------------------------- |
| Ferdinando I Ferrante    |          | 2 giugno 1423   | 25 gennaio 1494  | 27 giugno 1458  | 25 gennaio 1494  | (1) Isabella di Taranto quattro figli e due figlie (2) Giovanna d'Aragona un figlio e una figlia | Figlio naturale di Alfonso I |
| Alfonso II il Guercio    |          | 4 novembre 1448 | 18 dicembre 1495 | 25 gennaio 1494 | 23 gennaio 1495  | Ippolita Maria Sforza tre figli e due figlie                                                     | Figlio di Ferdinando I       |
| Ferdinando II Ferrandino |          | 26 agosto 1469  | 7 settembre 1496 | 23 gennaio 1495 | 22 febbraio 1495 | Giovanna d'Aragona nessun figlio                                                                 | Figlio di Alfonso II         |

| Nome     | Immagine | Nascita        | Morte         | Regno            | Regno         | Matrimoni                               | Note                                                                      |
| Nome     | Immagine | Nascita        | Morte         | Inizio           | Fine          | Matrimoni                               | Note                                                                      |
| -------- | -------- | -------------- | ------------- | ---------------- | ------------- | --------------------------------------- | ------------------------------------------------------------------------- |
| Carlo IV |          | 30 giugno 1470 | 7 aprile 1498 | 22 febbraio 1495 | 7 luglio 1495 | Anna di Bretagna tre figli e una figlia | Erede di Carlo d'Angiò, nipote di Renato I. Re di Francia come Carlo VIII |

| Nome                     | Immagine | Nascita        | Morte            | Regno            | Regno            | Matrimoni                                                                   | Note                                                      |
| Nome                     | Immagine | Nascita        | Morte            | Inizio           | Fine             | Matrimoni                                                                   | Note                                                      |
| ------------------------ | -------- | -------------- | ---------------- | ---------------- | ---------------- | --------------------------------------------------------------------------- | --------------------------------------------------------- |
| Ferdinando II Ferrandino |          | 26 agosto 1469 | 7 settembre 1496 | 7 luglio 1495    | 7 settembre 1496 | Giovanna d'Aragona nessun figlio                                            | Riconquistò il trono a seguito della battaglia di Fornovo |
| Federico I               |          | 19 aprile 1452 | 9 novembre 1504  | 7 settembre 1496 | 1º agosto 1501   | (1) Anna di Savoia una figlia (2) Isabella del Balzo tre figli e due figlie | Zio di Ferdinando II                                      |

| Nome         | Immagine | Nascita        | Morte           | Regno          | Regno         | Matrimoni                                                                                          | Note                                            |
| Nome         | Immagine | Nascita        | Morte           | Inizio         | Fine          | Matrimoni                                                                                          | Note                                            |
| ------------ | -------- | -------------- | --------------- | -------------- | ------------- | -------------------------------------------------------------------------------------------------- | ----------------------------------------------- |
| Luigi II (V) |          | 27 giugno 1462 | 1º gennaio 1515 | 1º agosto 1501 | 31 marzo 1504 | (1) Giovanna di Valois nessun figlio (2) Anna di Bretagna due figlie (3) Maria Tudor nessun figlio | Erede di Carlo IV. Re di Francia come Luigi XII |

| Nome                       | Immagine | Nascita        | Morte           | Regno           | Regno           | Matrimoni                                                                                 | Note                                                 |
| Nome                       | Immagine | Nascita        | Morte           | Inizio          | Fine            | Matrimoni                                                                                 | Note                                                 |
| -------------------------- | -------- | -------------- | --------------- | --------------- | --------------- | ----------------------------------------------------------------------------------------- | ---------------------------------------------------- |
| Giovanni I Il Giusto       |          | 29 giugno 1397 | 20 gennaio 1479 | 27 giugno 1458  | 20 gennaio 1479 | (1) Bianca di Navarra un figlio e due figlie (2) Giovanna Enríquez un figlio e tre figlie | Fratello di Alfonso I. Re d'Aragona come Giovanni II |
| Ferdinando II il Cattolico |          | 10 marzo 1452  | 23 gennaio 1516 | 20 gennaio 1479 | 31 marzo 1504   | (1) Isabella di Castiglia due figli e tre figlie (2) Germana de Foix un figlio            | Figlio di Giovanni I                                 |

| Nome                     | Immagine | Nascita         | Morte            | Regno           | Regno            | Matrimoni                                                                                        | Note                         |
| Nome                     | Immagine | Nascita         | Morte            | Inizio          | Fine             | Matrimoni                                                                                        | Note                         |
| ------------------------ | -------- | --------------- | ---------------- | --------------- | ---------------- | ------------------------------------------------------------------------------------------------ | ---------------------------- |
| Ferdinando I Ferrante    |          | 2 giugno 1423   | 25 gennaio 1494  | 27 giugno 1458  | 25 gennaio 1494  | (1) Isabella di Taranto quattro figli e due figlie (2) Giovanna d'Aragona un figlio e una figlia | Figlio naturale di Alfonso I |
| Alfonso II il Guercio    |          | 4 novembre 1448 | 18 dicembre 1495 | 25 gennaio 1494 | 23 gennaio 1495  | Ippolita Maria Sforza tre figli e due figlie                                                     | Figlio di Ferdinando I       |
| Ferdinando II Ferrandino |          | 26 agosto 1469  | 7 settembre 1496 | 23 gennaio 1495 | 22 febbraio 1495 | Giovanna d'Aragona nessun figlio                                                                 | Figlio di Alfonso II         |

| Nome     | Immagine | Nascita        | Morte         | Regno            | Regno         | Matrimoni                               | Note                                                                      |
| Nome     | Immagine | Nascita        | Morte         | Inizio           | Fine          | Matrimoni                               | Note                                                                      |
| -------- | -------- | -------------- | ------------- | ---------------- | ------------- | --------------------------------------- | ------------------------------------------------------------------------- |
| Carlo IV |          | 30 giugno 1470 | 7 aprile 1498 | 22 febbraio 1495 | 7 luglio 1495 | Anna di Bretagna tre figli e una figlia | Erede di Carlo d'Angiò, nipote di Renato I. Re di Francia come Carlo VIII |

| Nome                     | Immagine | Nascita        | Morte            | Regno            | Regno            | Matrimoni                                                                   | Note                                                      |
| Nome                     | Immagine | Nascita        | Morte            | Inizio           | Fine             | Matrimoni                                                                   | Note                                                      |
| ------------------------ | -------- | -------------- | ---------------- | ---------------- | ---------------- | --------------------------------------------------------------------------- | --------------------------------------------------------- |
| Ferdinando II Ferrandino |          | 26 agosto 1469 | 7 settembre 1496 | 7 luglio 1495    | 7 settembre 1496 | Giovanna d'Aragona nessun figlio                                            | Riconquistò il trono a seguito della battaglia di Fornovo |
| Federico I               |          | 19 aprile 1452 | 9 novembre 1504  | 7 settembre 1496 | 1º agosto 1501   | (1) Anna di Savoia una figlia (2) Isabella del Balzo tre figli e due figlie | Zio di Ferdinando II                                      |

| Nome         | Immagine | Nascita        | Morte           | Regno          | Regno         | Matrimoni                                                                                          | Note                                            |
| Nome         | Immagine | Nascita        | Morte           | Inizio         | Fine          | Matrimoni                                                                                          | Note                                            |
| ------------ | -------- | -------------- | --------------- | -------------- | ------------- | -------------------------------------------------------------------------------------------------- | ----------------------------------------------- |
| Luigi II (V) |          | 27 giugno 1462 | 1º gennaio 1515 | 1º agosto 1501 | 31 marzo 1504 | (1) Giovanna di Valois nessun figlio (2) Anna di Bretagna due figlie (3) Maria Tudor nessun figlio | Erede di Carlo IV. Re di Francia come Luigi XII |

| Nome                       | Immagine | Nascita        | Morte           | Regno           | Regno           | Matrimoni                                                                                 | Note                                                 |
| Nome                       | Immagine | Nascita        | Morte           | Inizio          | Fine            | Matrimoni                                                                                 | Note                                                 |
| -------------------------- | -------- | -------------- | --------------- | --------------- | --------------- | ----------------------------------------------------------------------------------------- | ---------------------------------------------------- |
| Giovanni I Il Giusto       |          | 29 giugno 1397 | 20 gennaio 1479 | 27 giugno 1458  | 20 gennaio 1479 | (1) Bianca di Navarra un figlio e due figlie (2) Giovanna Enríquez un figlio e tre figlie | Fratello di Alfonso I. Re d'Aragona come Giovanni II |
| Ferdinando II il Cattolico |          | 10 marzo 1452  | 23 gennaio 1516 | 20 gennaio 1479 | 31 marzo 1504   | (1) Isabella di Castiglia due figli e tre figlie (2) Germana de Foix un figlio            | Figlio di Giovanni I                                 |

| Nome                                                           | Immagine | Nascita         | Morte           | Regno           | Regno           | Matrimoni                                                                      | Note                                                                                                  |
| Nome                                                           | Immagine | Nascita         | Morte           | Inizio          | Fine            | Matrimoni                                                                      | Note                                                                                                  |
| -------------------------------------------------------------- | -------- | --------------- | --------------- | --------------- | --------------- | ------------------------------------------------------------------------------ | --- |
| Ferdinando II di Sicilia Ferdinando III di Napoli il Cattolico |          | 10 marzo 1452   | 23 gennaio 1516 | 31 marzo 1504   | 23 gennaio 1516 | (1) Isabella di Castiglia due figli e tre figlie (2) Germana de Foix un figlio | Figlio di Giovanni I. Già Re di Sicilia dal 1479, conquistò il regno sconfiggendo Luigi al Garigliano |
| Giovanna di Sicilia Giovanna III di Napoli la Pazza            |          | 6 novembre 1479 | 12 aprile 1555  | 23 gennaio 1516 | 12 aprile 1555  | Filippo d'Asburgo due figli e quattro figlie                                   | Figlia di Ferdinando II. Regnò solo nominalmente, senza mai detenere un effettivo potere              |

| Nome                                             | Immagine | Nascita          | Morte             | Regno                                             | Regno                                             | Matrimoni | Relazione con il predecessore                      |
| Nome                                             | Immagine | Nascita          | Morte             | Inizio                                            | Fine                                              | Matrimoni | Relazione con il predecessore                      |
| ------------------------------------------------ | -------- | ---------------- | ----------------- | ------------------------------------------------- | ------------------------------------------------- | --- | -------------------------------------------------- |
| Carlo I (II) di Sicilia Carlo IV (V) di Napoli   |          | 24 febbraio 1500 | 21 settembre 1558 | 14 marzo 1516                                     | 24 luglio 1554 (Napoli) 16 gennaio 1556 (Sicilia) | Isabella del Portogallo tre figli e due figlie | Figlio di Giovanna. Imperatore come Carlo V        |
| Filippo I                                        |          | 21 maggio 1527   | 13 settembre 1598 | 24 luglio 1554 (Napoli) 16 gennaio 1556 (Sicilia) | 13 settembre 1598                                 | (1) Maria Emanuela del Portogallo un figlio (2) Maria I d'Inghilterra due figli (3) Elisabetta di Valois cinque figlie (4) Anna d'Austria quattro figli e una figlia | Figlio di Carlo. Re di Spagna come Filippo II      |
| Filippo II                                       |          | 14 aprile 1578   | 31 marzo 1621     | 13 settembre 1598                                 | 31 marzo 1621                                     | Margherita d'Austria-Stiria quattro figli e quattro figlie | Figlio di Filippo I. Re di Spagna come Filippo III |
| Filippo III                                      |          | 8 aprile 1605    | 17 settembre 1665 | 31 marzo 1621                                     | 17 settembre 1665                                 | (1) Elisabetta di Francia un figlio e sei figlie (2) Maria Anna d'Austria tre figli e due figlie                                                                     | Figlio di Filippo II. Re di Spagna come Filippo IV |
| Carlo II (III) di Sicilia Carlo V (VI) di Napoli |          | 6 novembre 1661  | 1º novembre 1700  | 17 settembre 1665                                 | 1º novembre 1700                                  | (1) Maria Luisa d'Orléans nessun figlio (2) Maria Anna del Palatinato-Neuburg nessun figlio                                                                          | Figlio di Filippo III. Re di Spagna come Carlo II  |

| Nome       | Immagine | Nascita          | Morte         | Regno            | Regno          | Matrimoni                                                                                 | Note                                                                                            |
| Nome       | Immagine | Nascita          | Morte         | Inizio           | Fine           | Matrimoni                                                                                 | Note                                                                                            |
| ---------- | -------- | ---------------- | ------------- | ---------------- | -------------- | ----------------------------------------------------------------------------------------- | ----------------------------------------------------------------------------------------------- |
| Filippo IV |          | 19 dicembre 1683 | 9 luglio 1746 | 16 novembre 1700 | 11 aprile 1713 | (1) Maria Luisa di Savoia quattro figli (2) Elisabetta Farnese quattro figli e tre figlie | Nipote di Luigi XIV e di sua moglie Maria Teresa, sorella di Carlo. Re di Spagna come Filippo V |

| Nome           | Immagine | Nascita         | Morte           | Regno            | Regno            | Matrimoni                                                            | Note                                      |
| Nome           | Immagine | Nascita         | Morte           | Inizio           | Fine             | Matrimoni                                                            | Note                                      |
| -------------- | -------- | --------------- | --------------- | ---------------- | ---------------- | -------------------------------------------------------------------- | ----------------------------------------- |
| Carlo VI (VII) |          | 1º ottobre 1685 | 20 ottobre 1740 | 11 febbraio 1713 | 20 febbraio 1720 | Elisabetta Cristina di Brunswick-Wolfenbüttel un figlio e tre figlie | Nipote di Carlo. Imperatore come Carlo VI |

| Nome            | Immagine | Nascita        | Morte           | Regno          | Regno            | Matrimoni                                   | Note                                                         |
| Nome            | Immagine | Nascita        | Morte           | Inizio         | Fine             | Matrimoni                                   | Note                                                         |
| --------------- | -------- | -------------- | --------------- | -------------- | ---------------- | ------------------------------------------- | ------------------------------------------------------------ |
| Vittorio Amedeo |          | 14 maggio 1666 | 31 ottobre 1732 | 11 aprile 1713 | 20 febbraio 1720 | Anna Maria d'Orléans tre figli e tre figlie | Duca di Savoia, divenne re a seguito del Trattato di Utrecht |

| Nome           | Immagine | Nascita         | Morte           | Regno            | Regno            | Matrimoni                                                            | Note                                      |
| Nome           | Immagine | Nascita         | Morte           | Inizio           | Fine             | Matrimoni                                                            | Note                                      |
| -------------- | -------- | --------------- | --------------- | ---------------- | ---------------- | -------------------------------------------------------------------- | ----------------------------------------- |
| Carlo VI (VII) |          | 1º ottobre 1685 | 20 ottobre 1740 | 11 febbraio 1713 | 20 febbraio 1720 | Elisabetta Cristina di Brunswick-Wolfenbüttel un figlio e tre figlie | Nipote di Carlo. Imperatore come Carlo VI |

| Nome            | Immagine | Nascita        | Morte           | Regno          | Regno            | Matrimoni                                   | Note                                                         |
| Nome            | Immagine | Nascita        | Morte           | Inizio         | Fine             | Matrimoni                                   | Note                                                         |
| --------------- | -------- | -------------- | --------------- | -------------- | ---------------- | ------------------------------------------- | ------------------------------------------------------------ |
| Vittorio Amedeo |          | 14 maggio 1666 | 31 ottobre 1732 | 11 aprile 1713 | 20 febbraio 1720 | Anna Maria d'Orléans tre figli e tre figlie | Duca di Savoia, divenne re a seguito del Trattato di Utrecht |

| Nome                                               | Ritratto | Nascita         | Morte           | Regno            | Regno         | Matrimoni                                                            | Note                                                                     |
| Nome                                               | Ritratto | Nascita         | Morte           | Inizio           | Fine          | Matrimoni                                                            | Note                                                                     |
| -------------------------------------------------- | -------- | --------------- | --------------- | ---------------- | ------------- | -------------------------------------------------------------------- | ------------------------------------------------------------------------ |
| Carlo III (IV) di Sicilia Carlo VI (VII) di Napoli |          | 1º ottobre 1685 | 20 ottobre 1740 | 20 febbraio 1720 | 2 giugno 1734 | Elisabetta Cristina di Brunswick-Wolfenbüttel un figlio e tre figlie | Divenne Re di Sicilia con il Trattato dell'Aia. Imperatore come Carlo VI |

| Nome                                                | Ritratto | Nascita         | Morte            | Regno                                           | Regno          | Matrimoni                                            | Note                                                                        |
| Nome                                                | Ritratto | Nascita         | Morte            | Inizio                                          | Fine           | Matrimoni                                            | Note                                                                        |
| --------------------------------------------------- | -------- | --------------- | ---------------- | ----------------------------------------------- | -------------- | ---------------------------------------------------- | --------------------------------------------------------------------------- |
| Carlo III (V) di Sicilia Carlo VII (VIII) di Napoli |          | 20 gennaio 1716 | 14 dicembre 1788 | 15 maggio 1734 (Napoli) 3 luglio 1735 (Sicilia) | 10 agosto 1759 | Maria Amalia di Sassonia sei figli e sette figlie    | Figlio di Filippo V di Spagna. Nel 1759 divenne Re di Spagna come Carlo III |
| Ferdinando III di Sicilia Ferdinando IV di Napoli   |          | 12 gennaio 1751 | 4 gennaio 1825   | 6 ottobre 1759                                  | 30 marzo 1806  | Maria Carolina d'Austria sette figli e undici figlie | Figlio di Carlo                                                             |

| Nome     | Immagine | Nascita        | Morte          | Regno         | Regno         | Matrimoni               | Note                                                                  |
| Nome     | Immagine | Nascita        | Morte          | Inizio        | Fine          | Matrimoni               | Note                                                                  |
| -------- | -------- | -------------- | -------------- | ------------- | ------------- | ----------------------- | --------------------------------------------------------------------- |
| Giuseppe |          | 7 gennaio 1768 | 28 luglio 1844 | 30 marzo 1806 | 8 luglio 1808 | Giulia Clary tre figlie | Posto sul trono dal fratello Napoleone. Nel 1808 divenne Re di Spagna |

| Nome       | Immagine | Nascita       | Morte           | Regno          | Regno         | Matrimoni                                 | Note                                                                   |
| Nome       | Immagine | Nascita       | Morte           | Inizio         | Fine          | Matrimoni                                 | Note                                                                   |
| ---------- | -------- | ------------- | --------------- | -------------- | ------------- | ----------------------------------------- | ---------------------------------------------------------------------- |
| Gioacchino |          | 25 marzo 1767 | 13 ottobre 1815 | 1º agosto 1808 | 3 maggio 1815 | Carolina Bonaparte due figli e due figlie | Cognato di Giuseppe. Regnò col titolo nominale di Re delle Due Sicilie |

| Immagine       | Nome | Nascita         | Morte          | Regno         | Regno         | Matrimoni                                            | Note                                                                           |
| Immagine       | Nome | Nascita         | Morte          | Inizio        | Fine          | Matrimoni                                            | Note                                                                           |
| -------------- | ---- | --------------- | -------------- | ------------- | ------------- | ---------------------------------------------------- | ------------------------------------------------------------------------------ |
| Ferdinando III |      | 12 gennaio 1751 | 4 gennaio 1825 | 30 marzo 1806 | 3 maggio 1815 | Maria Carolina d'Austria sette figli e undici figlie | Deposto come Re di Napoli nel 1799, con la nascita della Repubblica Napoletana |

| Nome     | Immagine | Nascita        | Morte          | Regno         | Regno         | Matrimoni               | Note                                                                  |
| Nome     | Immagine | Nascita        | Morte          | Inizio        | Fine          | Matrimoni               | Note                                                                  |
| -------- | -------- | -------------- | -------------- | ------------- | ------------- | ----------------------- | --------------------------------------------------------------------- |
| Giuseppe |          | 7 gennaio 1768 | 28 luglio 1844 | 30 marzo 1806 | 8 luglio 1808 | Giulia Clary tre figlie | Posto sul trono dal fratello Napoleone. Nel 1808 divenne Re di Spagna |

| Nome       | Immagine | Nascita       | Morte           | Regno          | Regno         | Matrimoni                                 | Note                                                                   |
| Nome       | Immagine | Nascita       | Morte           | Inizio         | Fine          | Matrimoni                                 | Note                                                                   |
| ---------- | -------- | ------------- | --------------- | -------------- | ------------- | ----------------------------------------- | ---------------------------------------------------------------------- |
| Gioacchino |          | 25 marzo 1767 | 13 ottobre 1815 | 1º agosto 1808 | 3 maggio 1815 | Carolina Bonaparte due figli e due figlie | Cognato di Giuseppe. Regnò col titolo nominale di Re delle Due Sicilie |

| Immagine       | Nome | Nascita         | Morte          | Regno         | Regno         | Matrimoni                                            | Note                                                                           |
| Immagine       | Nome | Nascita         | Morte          | Inizio        | Fine          | Matrimoni                                            | Note                                                                           |
| -------------- | ---- | --------------- | -------------- | ------------- | ------------- | ---------------------------------------------------- | ------------------------------------------------------------------------------ |
| Ferdinando III |      | 12 gennaio 1751 | 4 gennaio 1825 | 30 marzo 1806 | 3 maggio 1815 | Maria Carolina d'Austria sette figli e undici figlie | Deposto come Re di Napoli nel 1799, con la nascita della Repubblica Napoletana |

| Nome                                              | Immagine | Nascita         | Morte          | Regno         | Regno            | Matrimoni                                            | Note                                  |
| Nome                                              | Immagine | Nascita         | Morte          | Inizio        | Fine             | Matrimoni                                            | Note                                  |
| ------------------------------------------------- | -------- | --------------- | -------------- | ------------- | ---------------- | ---------------------------------------------------- | ------------------------------------- |
| Ferdinando III di Sicilia Ferdinando IV di Napoli |          | 12 gennaio 1751 | 4 gennaio 1825 | 3 maggio 1815 | 12 dicembre 1816 | Maria Carolina d'Austria sette figli e undici figlie | Restaurato con il Congresso di Vienna |

## Re del Regno delle Due Sicilie, Borbone delle Due Sicilie (1816 - 1861)
Dopo la caduta di Napoleone (1815) si ebbe il periodo detto Restaurazione in cui molte famiglie detronizzate dagli effetti della rivoluzione francese e delle guerre napoleoniche tornarono sul trono, tra queste anche ai Borbone di Napoli fu concesso di tornare a regnare anche sul Regno di Napoli. L'anno seguente il Regno di Sicilia venne unito al Regno di Napoli creando il neonato Regno delle Due Sicilie con Napoli unica capitale. Per sancire l'unione dei due regni il re Ferdinando IV di Napoli (e III di Sicilia) decise di farsi chiamare Ferdinando I delle Due Sicilie. Anche il nome della casata reale venne emendato per riflettere il cambiamento avvenuto.
| Nome          | Immagine | Nascita         | Morte            | Regno            | Regno            | Matrimoni                                                                                                 | Note |
| Nome          | Immagine | Nascita         | Morte            | Inizio           | Fine             | Matrimoni                                                                                                 | Note |
| ------------- | -------- | --------------- | ---------------- | ---------------- | ---------------- | --- | --- |
| Ferdinando I  |          | 12 gennaio 1751 | 4 gennaio 1825   | 12 dicembre 1816 | 4 gennaio 1825   | Maria Carolina d'Austria sette figli e undici figlie                                                      | Unisce i due regni in fusione perfetta |
| Francesco I   |          | 14 agosto 1777  | 8 novembre 1830  | 4 gennaio 1825   | 8 novembre 1830  | (1) Maria Clementina d'Austria un figlio e una figlia (2) Maria Isabella di Spagna sei figli e sei figlie | Figlio di Ferdinando I |
| Ferdinando II |          | 12 gennaio 1810 | 22 maggio 1859   | 8 novembre 1830  | 22 maggio 1859   | (1) Maria Cristina di Savoia un figlio (2) Maria Teresa d'Austria otto figli e quattro figlie             | Figlio di Francesco I tra il gennaio 1848 e il maggio 1849, la Sicilia si dichiara indipendente, sotto la guida di Ruggero Settimo; la corona viene offerta a Ferdinando di Savoia-Genova, che però rifiuta.                                                                         |
| Francesco II  |          | 16 gennaio 1836 | 27 dicembre 1894 | 22 maggio 1859   | 13 febbraio 1861 | Maria Sofia di Baviera una figlia                                                                         | Figlio di Ferdinando II. Perse la corona in seguito alla spedizione dei Mille. Il 14 maggio 1860 Garibaldi si proclama dittatore della Sicilia in nome di Vittorio Emanuele II. Il 2 giugno a Palermo nasce il governo dittatoriale, con Francesco Crispi primo segretario di Stato. |

Dopo i plebisciti il Regno delle Due Sicilie venne annesso al nascente Regno d'Italia e cessò di esistere.